# Sealab 2020
Sealab 2020 è una serie televisiva animata statunitense di fantascienza del 1972, ideata da Alex Toth e prodotta da Hanna-Barbera Productions.
Come per la maggior parte delle serie della Hanna-Barbera, Sealab 2020 è stato replicato occasionalmente su Boomerang. Nel 2001, la serie è stata rinnovata e parodiata come Sealab 2021 su Adult Swim.
La serie è stata trasmessa per la prima volta negli Stati Uniti su NBC dal 9 settembre al 2 dicembre 1972, per un totale di 13 episodi ripartiti su una stagione. Un adattamento italiano della serie è stato trasmesso sulle TV locali all'interno della rubrica Ciao Ciao, dal 26 ottobre al 19 novembre 1979.

## Trama
La serie si svolge nel futuro al Sealab, una base di ricerca subacquea ospitata da 250 persone, sulla montagna sottomarina Challenger. La base è comandata dal capitano Michael Murphy, il quale è dedito all'esplorazione dei mari e alla protezione della vita marina che collabora col dottor Paul Williams, un oceanografo che guida il gruppo di ricerca scientifica. Solitamente, l'equipaggio del Sealab affronta sfide come attacchi da parte di squali e calamari giganti, potenziali disastri ambientali e minacce alla base e alla vita marina derivanti dalla navigazione. 

## Episodi
| Stagione       | Episodi | Prima TV USA | Prima TV Italia |
| -------------- | ------- | ------------ | --------------- |
| Prima stagione | 13      | 1972         | 1979            |

## Personaggi e doppiatori
- Paul Williams, voce originale di Ross Martin, italiana di Tony Fusaro.
- Capitan Michael "Mike" Murphy, voce originale di John Stephenson.
- Robert Murphy, voce originale di Josh Albee, italiana di Pino Ammendola.
- Sally, voce originale di Pamelyn Ferdin.
- Tenente Sparks, voce originale di William Callaway.
- Hal Bryant, voce originale di Jerry Dexter.
- Gail Adams, voce originale di Ann Jillian.
- Ed Thomas, voce originale di Ron Pinkard.
- Mrs. Thomas, voce originale di Olga James.
- Jamie, voce originale di Gary Shapiro.

## Distribuzione

### Trasmissione internazionale
| Paese    | Lingua   | Canali            | Canali             |
| Paese    | Lingua   | Prima TV          | Repliche           |
| -------- | -------- | ----------------- | ------------------ |
| USA      | Inglese  | NBC (st. 1)       | NBC Boomerang      |
| Italia   | Italiano | Ciao Ciao (st. 1) | Ciao Ciao Italia 1 |
| Germania | Tedesco  | ARD (st. 1)       |                    |

### Edizioni home video
Il 22 maggio 2012, la Warner Archive ha pubblicato Sealab 2020: The Complete Series in DVD per la regione 1, come parte della loro serie Hanna-Barbera Classics Collection. Il DVD è una versione di fabbricazione su richiesta (MOD), disponibile esclusivamente attraverso il negozio online di Warner e Amazon.com.
L'episodio pilota Minaccia dagli abissi è stato incluso nel set del DVD Warner Bros. Saturday Morning Cartoons: 1970s Vol. 2 del 2009.